# Haka

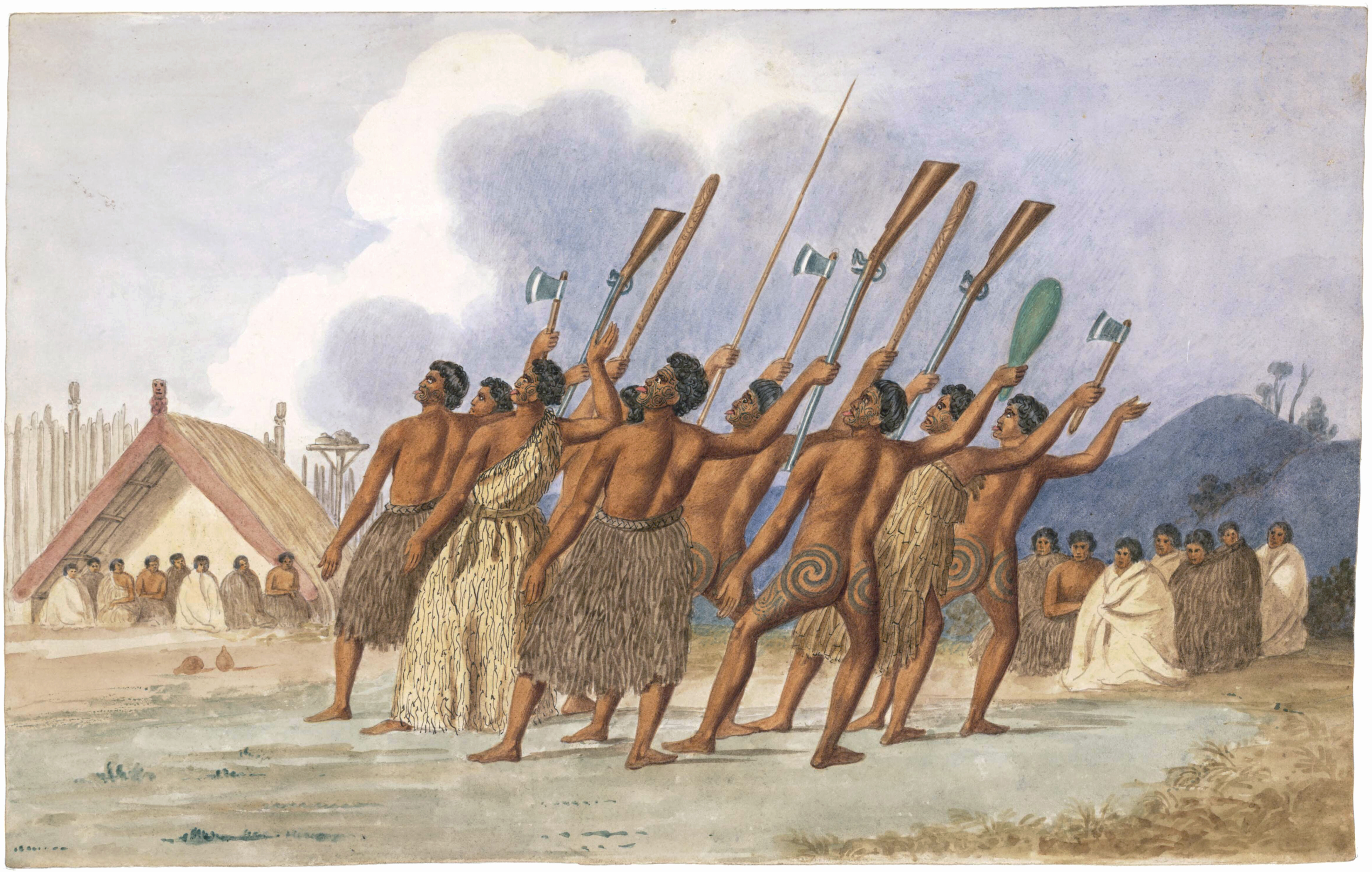
Vyobrazení tance Haka jako tradičního rituálu z roku 1845

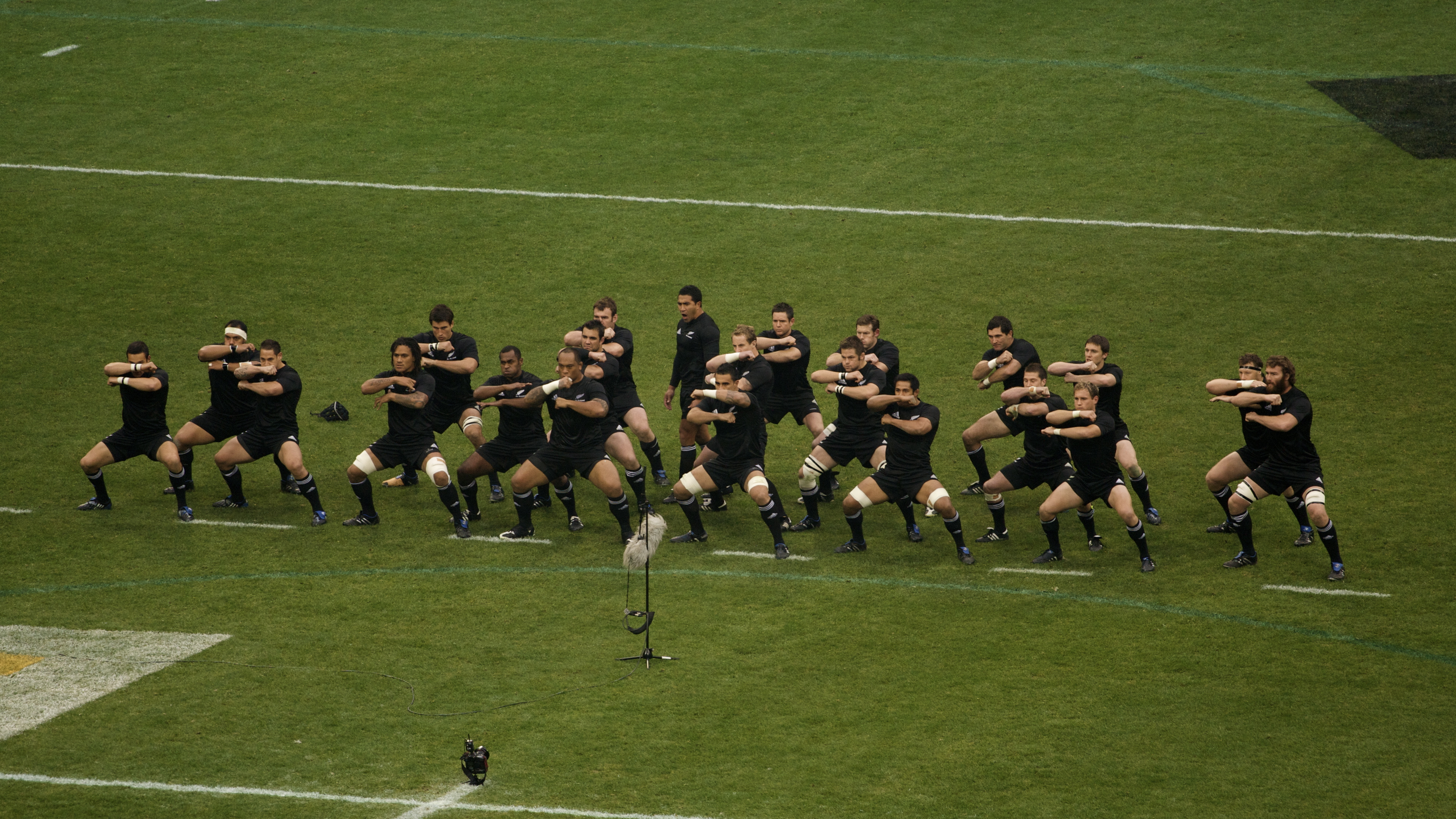
Novozélandský ragbyový tým tančící Haku

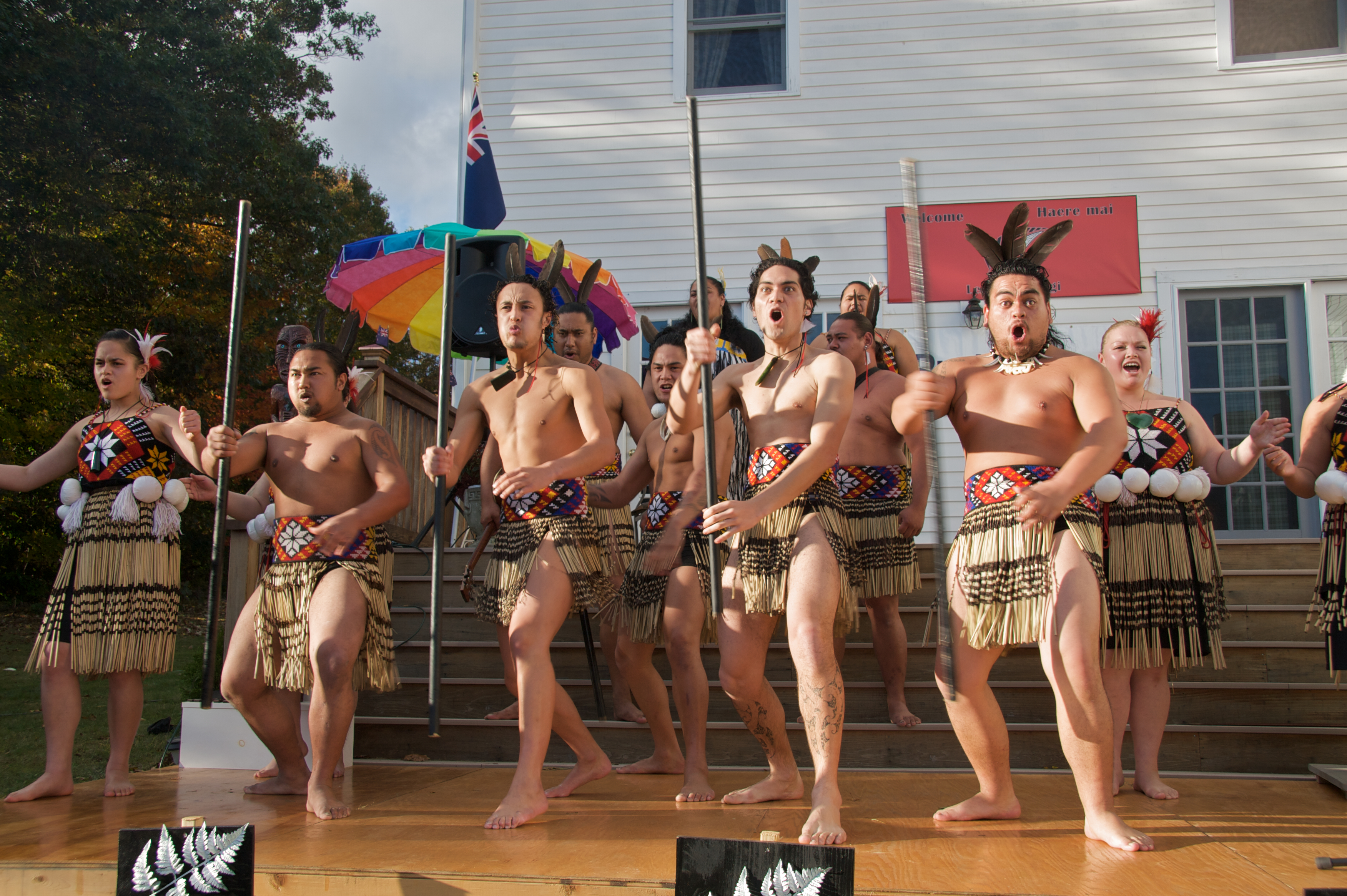
Vystoupení taneční skupiny Kahurangi Maori

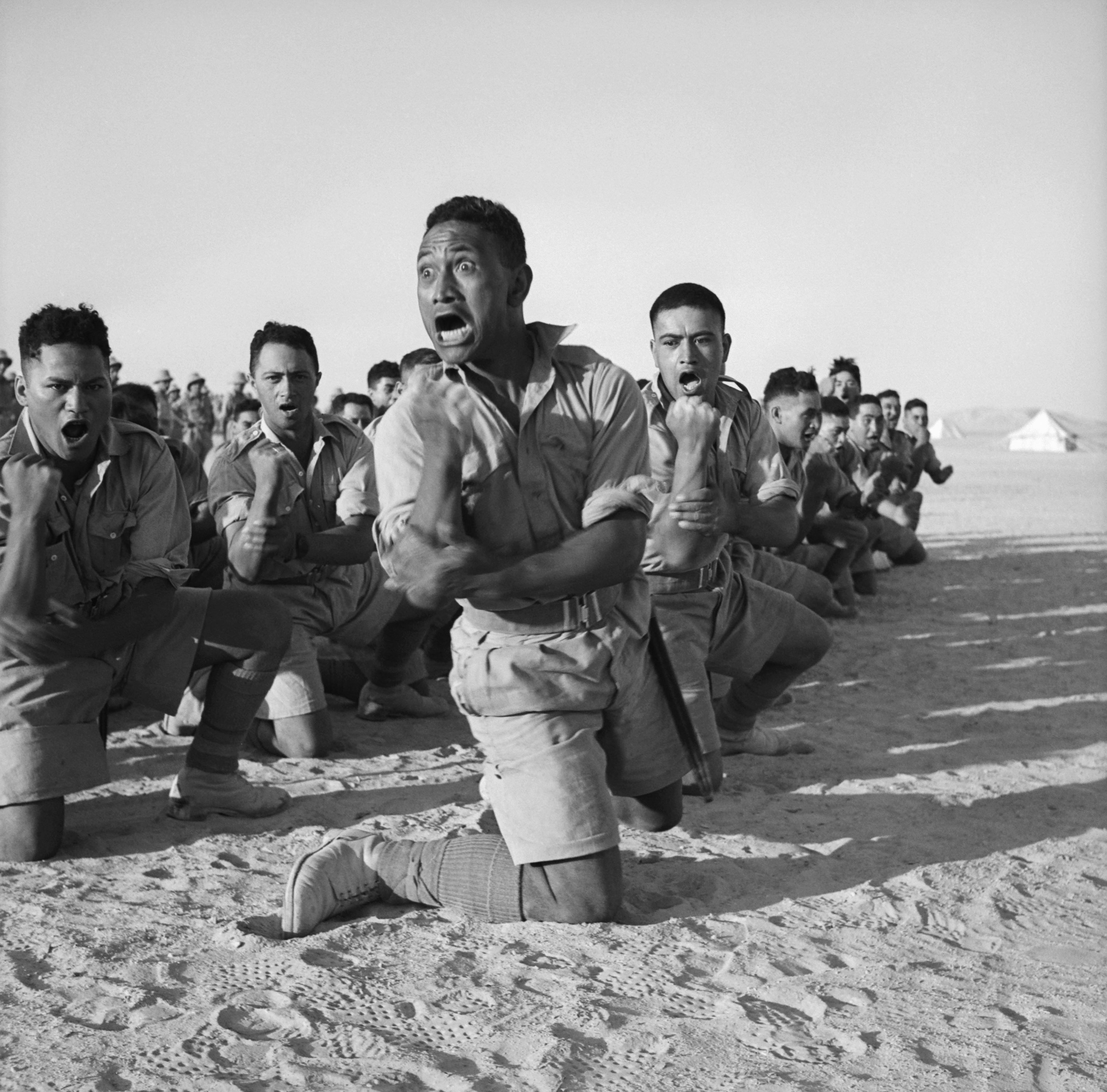
Příslušníci 28. (maorského) praporu tančící haku v Helwánu po bitvě o Řecko na počest řeckého krále, 25. června 1941

Haka je původně hromadný maorský tanec. Bývá také označován jako bojový tanec, protože býval tančen bojovníky před bitvou. Je doprovázen akustickými projevy tanečníků; pokřikem doprovázeným gestikulací rukou, podupáváním, křikem, grimasami, vyplazováním jazyka, vykulováním očí a podobně. Významem tance bylo dodání odvahy bojovníkům a zastrašení nepřítele.
Existují různé druhy bojové Haky - předváděné beze zbraní (známé jako haka taparahi) nebo se zbraněmi (peruperu). V dnešní době je Haka známa zejména z ragby, kde ji předvádí především tým Nového Zélandu (přezdívaný All Blacks), ale i Samoa aj. Jedná se o specifický druh společné mentální přípravy před bojem, jejím cílem je dosažení maximální bojovnosti a koncentrace na nadcházející zápas. V žádném případě nejde o pouhou zábavu pro diváky. Některé významnější porážky All Blacks na mistrovstvích světa (2007 s Francií, 2019 s Anglií) jsou kupř. spojovány právě s úspěšnou a vyzývavou reakcí soupeřů na jejich Haku.
Poprvé byl tento tanec předveden novozélandskou reprezentací All Blacks v roce 1888. Do roku 2005 tým All Blacks vždy předváděl Haka s názvem Ka Mate, V září 2005 při zápase proti Jihoafrické republice novozélandský tým předvedl nový tanec Haka: Kapa O Pango.

## Text Ka Mate

### Maorsky
– vedoucí haky:

Ringa pakia! Uma tiraha!

Turi Łhatia! Hope Łhai ake!

ŁaeŁae takahia kia kino!

– všichni:

Ka mate! Ka mate! Ka ora! Ka ora!

Ka mate! Ka mate! Ka ora! Ka ora!

Tenei te tangata puhuru huru

Nana nei i tiki mai

Łakałiti te ra

A upane! Ka upane!

A upane kaupane łiti te ra!

Hī !!!

### Překlad Ka Mate
– vedoucí haky:

Tleskněte rukama o stehna! Vypněte hruď!

Pokrčte kolena! Pokrčte kyčle!

Dupněte nohama tak silně, jak jen dokážete!

– všichni:

Zemřu! Zemřu! Žiji!

Zemřu! Zemřu! Žiji!

Tohle je ten vlasatý muž

který způsobil, že slunce opět svítí

Jeden krok vzhůru! Další krok vzhůru!

Krok vzhůru, další... Slunce svítí!

Východ/Západ!!!